# 科普帕尼桑托
科普帕尼桑托，是匈牙利托尔瑙州所辖的一个村。总面积22.55平方公里，总人口319，人口密度14.1人/平方公里（2011年1月1日）。